# Cornia Nou

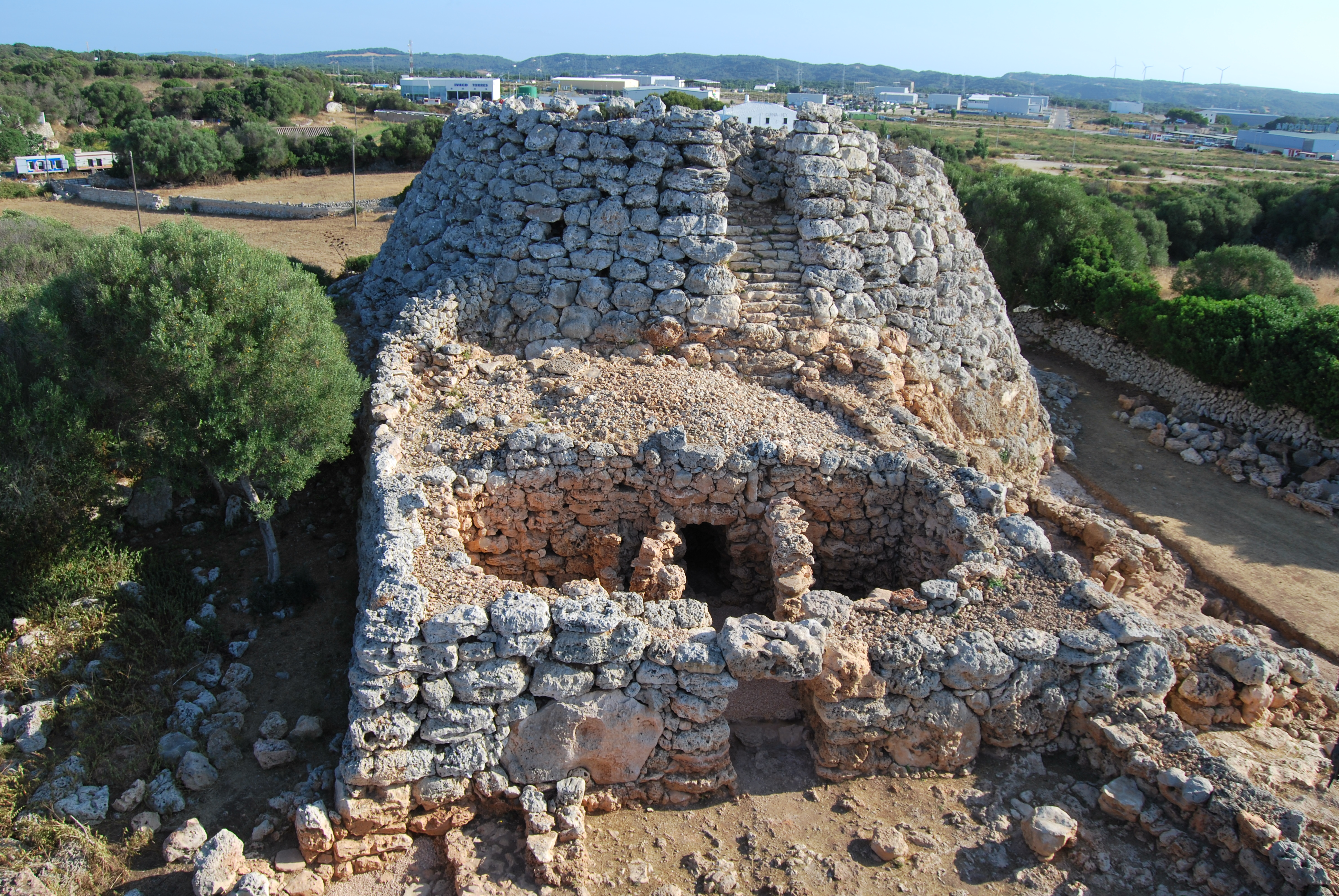
Talayot oeste de Cornia Nou (Menorca) visto desde el sur. Se observa el gran edificio adosado que ha sido objeto de excavación arqueológica

Cornia Nou es un yacimiento arqueológico de Menorca, que conserva diversos restos correspondientes a un poblado talayótico. Estuvo ocupado sobre todo durante la Edad del Bronce y la Edad del Hierro, pero también en época medieval. El yacimiento recibe su nombre de la finca agrícola en la que se ubica.

## Situación y extensión
El conjunto arqueológico de Cornia Nou está situado al norte del km 2,5 de la carretera de Mahón - San Clemente, entre el actual polígono industrial y la carretera del aeropuerto.
Se levanta sobre un roquedal de caliza miocénica, que ha sido objeto de explotación para la elaboración de sillares para la construcción, a lo largo de los últimos siglos.
El yacimiento se extiende entre dos parcelas, donde se distinguen los restos de una serie de construcciones diferentes.

## Descripción

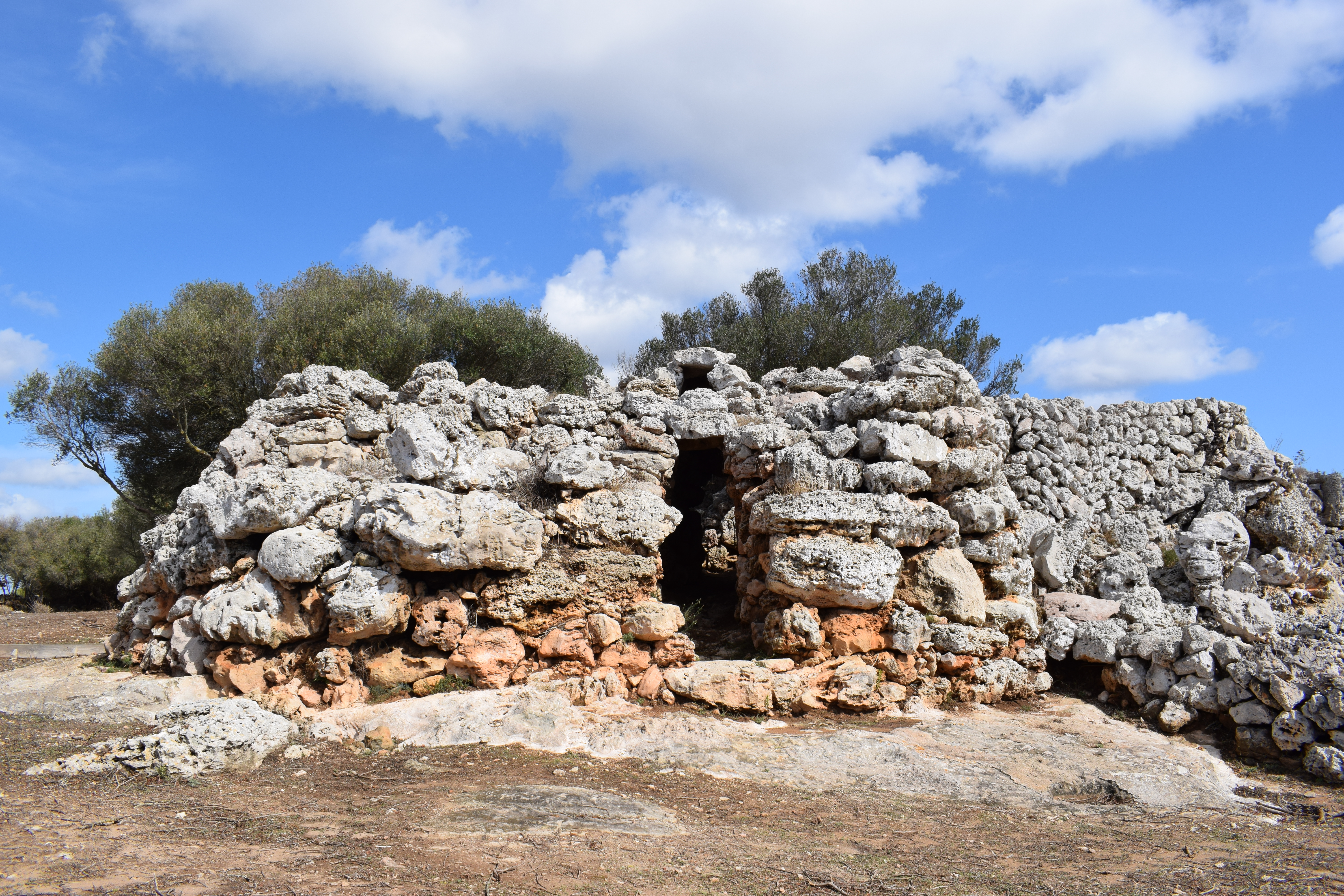
Talayot este de Cornia Nou

El elemento más significativo de este yacimiento es un gran talayot troncocónico, de más de 10 metros de altura, construido con grandes piedras de forma más o menos aplanada, con técnica ciclópea. Se observa, en la parte superior del lado sur, una gran escalera monumental. En este edificio se adosan, por los lados sur y oeste, dos construcciones de fachada ligeramente cóncava, que recuerdan, por la forma externa de su planta, a los recintos de taula.
Uno de estos edificios ha sido excavado entre los años 2008 y 2011, por parte de un equipo de arqueólogos vinculados al Museo de Menorca. En el interior se han encontrado un gran número de herramientas relacionadas con el procesamiento de alimentos (molinos manuales, percutores) y otros productos (punzones, espátulas). También se pudo recuperar una gran cantidad de restos óseos de animales domésticos (cabra, oveja, cerdo y vaca) y cereales carbonizados. Las dataciones radiocarbónicas han permitido establecer diversas fases de ocupación en el interior de este edificio, la más antigua de las que se situaría alrededor del año 1000 antes de nuestra era, durante la fase final de la Edad del Bronce. El edificio habría sido abandonado hacia el año 600 antes de nuestra era, aunque algunas zonas del exterior fueron reaprovechadas hasta época romana. La acumulación de herramientas correspondería sobre todo a la etapa comprendida entre los años 800 y 600 antes de nuestra era. Los investigadores consideran que este edificio podría constituir un lugar donde se centralizaran las tareas de transformación y almacenamiento de las materias primas. La comunidad que lo utilizó, por tanto, mostraría cierta complejidad social y, quizás, una incipiente estratificación.

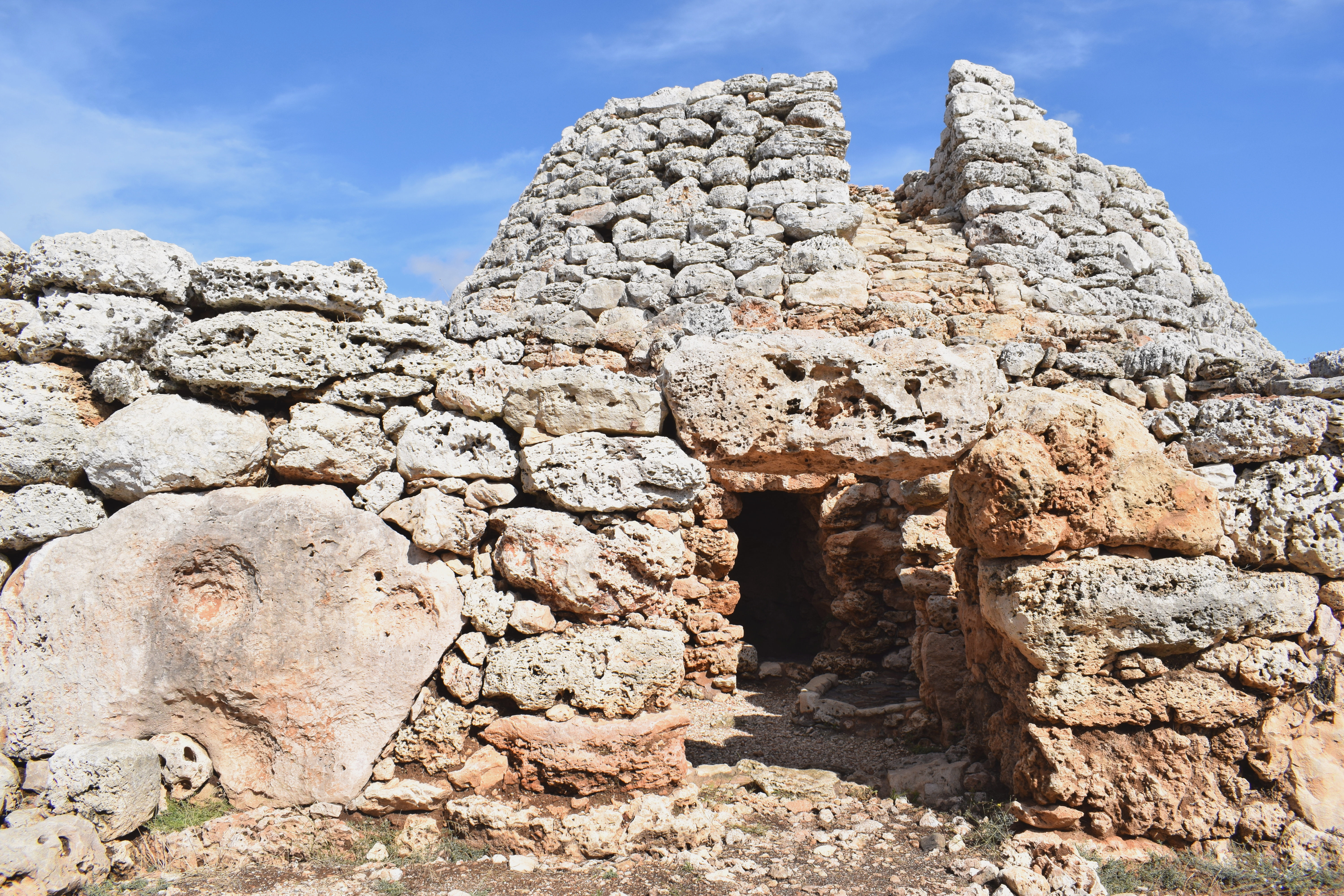
Vista frontal del talayot oeste y el edificio sur de Cornia Nou.

Un poco más hacia el este se levanta otro talayot, más pequeño, atravesado de parte a parte por un corredor y que, al parecer, se adosa a una muralla preexistente. Esta muralla delimita un recinto fortificado situado en lo alto de una pequeña colina, que podría constituir el núcleo original del poblado. Al lado de este talayot hay dos grandes cisternas intercomunicadas, excavadas en la roca, que parecen ser también de época talayótica . Esta parte del poblado fue objeto de excavaciones durante los años 2007 y 2008, lo que permitió documentar una reocupación de los espacios durante los siglos IV-III a. C.
Aparte de estos dos talayots, el yacimiento cuenta también con dos cuevas funerarias artificiales, que corresponderían quizás el primer momento de ocupación del lugar.